# Medendorf
Medendorf est un hameau de la commune belge de Bullange située en Communauté germanophone de Belgique dans la province de Liège en Région wallonne.
Avant la fusion des communes de 1977, Medendorf faisait partie de la commune de Manderfeld.

## Situation et description
Medendorf est un petit hameau ardennais implanté sur les hauteurs d'une colline herbeuse (sommet : altitude 580 m) entre les localités de Holzheim au nord et Eimerscheid au sud.
En 2014, Medendorf comptait 28 habitants pour 13 habitations.

## Patrimoine
On dénombre dans ce petit hameau une demi-douzaine de croix de pierre, dont la Croix des Flins, ainsi qu'une stèle en pierre datant de 1925 représentant une Vierge sculptée et mentionnant : « Sancta Maria Ora Pro Nobis » (« Sainte-Marie, Priez pour nous »)

## Tourisme
Medendorf possède des chambres d'hôtes.